# Community Security Trust
Community Security Trust (CST) ist eine britische Nichtregierungsorganisation (NGO) mit Sitz London, die seit 1984 antisemitische Vorfälle im Auftrag der jüdischen Gemeinde registriert und mithilft, Juden vor Antisemitismus und damit verbundenen Bedrohungen zu schützen.
Das britische Innenministerium Home Office und CST arbeiten eng zusammen. Die gemeinnützige NGO verwaltet die staatlichen Mittel zum Schutz jüdischer Gebäude (insbesondere Schulen und Synagogen) im gesamten Vereinigten Königreich und teilt ihr Fachwissen über Extremismus und Radikalisierung. CST hilft auch andere Glaubensgemeinschaften zu schützen.
CST hat 79 Angestellte und rund 3000 ehrenamtliche Mitarbeiter (Stand 31. März 2018).
Die durch CST verwalteten staatlichen Mittel betragen 13,4 Millionen Pfund Sterling (GBP) für das Haushaltsjahr 2018/19, rund 15,5 Millionen Euro. Mittel in selber Höhe wurden in den Haushaltsjahren 2017/18 und 2016/17 verwaltet, nach 10,9 Millionen GBP im Haushaltsjahr 2015/16.
CST ist Kooperationspartner der 2015 in Berlin gegründeten Recherche- und Informationsstelle Antisemitismus.